# Eliodoro de la Torre y Larrinaga
Eliodoro de la Torre y Larrinaga (Barakaldo, 1884- 1946) fou un polític basc. Va treballar com a comptable, gerent i apoderat del London County Wesminster Bank i de la Societat Minera de Villaodrid. També fou impulsor del cooperativisme, militant del Partit Nacionalista Basc i un dels fundadors del sindicat ELA-STV.
Durant la Segona República Espanyola va ser regidor de l'ajuntament de Deusto i diputat a Corts per Biscaia a les eleccions generals espanyoles de 1936. En esclatar la guerra civil espanyola fou encarregat de les finances de la Junta de Defensa de Bizkaia i Conseller d'Hisenda del Govern d'Euzkadi. Va controlar la gestió de la hisenda basca, el control de la borsa, la contractació i l'exportació, a més de facilitar els auxilis a les indústries, atresoraments i lliurament d'or.
Després de l'afusellament d'Alfredo Espinosa el 1937 i el trasllat del govern a Catalunya, va assumir també la Conselleria de Sanitat. Va crear els hospitals Gernika, Euzkadi, Otxandiano, tots ells a Catalunya, i l'hospital per a mutilats, la maternitat i el dispensari de La Roseraie a Biàrritz, així com el sanatori antituberculosos de Kanbo. També fou el creador del Batalló Gernika.